# Canoa/kayak ai Giochi della XXVIII Olimpiade - K2 500 metri maschile

## Batterie
Hanno partecipato alle batterie di qualificazione 19 equipaggi, suddivisi in 3 batterie di qualificazione: i primi di ogni batteria si sono qualificati direttamente per la finale e i successivi per le semifinali; di conseguenza nessun equipaggio è stato eliminato al primo turno.
24 agosto 2004
| Posizione | Atleta                                 | Paese      | Tempo       |
| --------- | -------------------------------------- | ---------- | ----------- |
| 1         | Ronald Rauhe e Tim Wieskötter          | Germania   | 1:28.866 QF |
| 2         | Zoltán Kammerer e Botond Storcz        | Ungheria   | 1:31.166 QS |
| 3         | Damian Vindel e Francisco Llera        | Spagna     | 1:32.846 QS |
| 4         | Yordan Yordanov e Ivan Hristov         | Bulgaria   | 1:33.222 QS |
| 5         | Lasse Nielsen e Mads Kongsgaard Madsen | Danimarca  | 1:33.938 QS |
| 6         | Marian Baban e Stefan Vasile           | Romania    | 1:34.410 QS |
| 7         | Aleksey Babadjanov e Sergey Borzov     | Uzbekistan | 1:34.782 QS |

| Posizione | Atleta                                  | Paese       | Tempo       |
| --------- | --------------------------------------- | ----------- | ----------- |
| 1         | Raman Piatrushenka e Vadzim Makhneu     | Bielorussia | 1:28.925 QF |
| 2         | Markus Oscarsson e Henrik Nilsson       | Svezia      | 1:29.717 QS |
| 3         | Anatolij Tiščenko e Vladimir Grushikhin | Russia      | 1:30.761 QS |
| 4         | Clint Robinson e Nathan Baggaley        | Australia   | 1:30.869 QS |
| 5         | Antonio Rossi e Beniamino Bonomi        | Italia      | 1:33.565 QS |
| 6         | Yin Yijun e Wang Lei                    | Cina        | 1:37.061 QS |

| Posizione | Atleta                                 | Paese               | Tempo       |
| --------- | -------------------------------------- | ------------------- | ----------- |
| 1         | Marek Twardowski e Adam Wysocki        | Polonia             | 1:29.069 QF |
| 2         | Alvydas Duonėla e Egidijus Balčiūnas   | Lituania            | 1:30.521 QS |
| 3         | Ognjen Filipović e Dragan Zorić        | Serbia e Montenegro | 1:30.665 QS |
| 4         | Bartosz Wolski e Rami Zur              | Stati Uniti         | 1:31.893 QS |
| 5         | Steven Jorens e Richard Dober          | Canada              | 1:31.985 QS |
| 6         | Sebastian Cuattrin e Sebastian Szubski | Brasile             | 1:35.917 QS |

## Semifinali
I primi tre equipaggi di ogni semifinale si sono qualificati per la finale.
26 agosto 2004
| Posizione | Atleta                                  | Paese               | Tempo       |
| --------- | --------------------------------------- | ------------------- | ----------- |
| 1         | Zoltán Kammerer e Botond Storcz         | Ungheria            | 1:30.438 QF |
| 2         | Anatolij Tiščenko e Vladimir Grushikhin | Russia              | 1:31.786 QF |
| 3         | Antonio Rossi e Beniamino Bonomi        | Italia              | 1:31.830 QF |
| 4         | Ognjen Filipović e Dragan Zorić         | Serbia e Montenegro | 1:32.150    |
| 5         | Yordan Yordanov e Ivan Hristov          | Bulgaria            | 1:33.182    |
| 6         | Bartosz Wolski e Rami Zur               | Stati Uniti         | 1:33.482    |
| 7         | Marian Baban e Stefan Vasile            | Romania             | 1:34.398    |
| 8         | Sebastian Cuattrin e Sebastian Szubski  | Brasile             | 1:37.466    |

| Posizione | Atleta                                 | Paese      | Tempo       |
| --------- | -------------------------------------- | ---------- | ----------- |
| 1         | Alvydas Duonėla e Egidijus Balčiūnas   | Lituania   | 1:30.270 QF |
| 2         | Clint Robinson e Nathan Baggaley       | Australia  | 1:30.710 QF |
| 3         | Damian Vindel e Francisco Llera        | Spagna     | 1:30.998 QF |
| 4         | Markus Oscarsson e Henrik Nilsson      | Svezia     | 1:31.030    |
| 5         | Lasse Nielsen e Mads Kongsgaard Madsen | Danimarca  | 1:33.482    |
| 6         | Aleksey Babadjanov e Sergey Borzov     | Uzbekistan | 1:33.654    |
| 7         | Steven Jorens e Richard Dober          | Canada     | 1:34.318    |
| 8         | Yin Yijun e Wang Lei                   | Cina       | 1:38.554    |

## Finale
28 agosto 2004
| Posizione | Atleta                                  | Paese       | Tempo    |
| --------- | --------------------------------------- | ----------- | -------- |
|           | Ronald Rauhe e Tim Wieskötter           | Germania    | 1:27.040 |
|           | Clint Robinson e Nathan Baggaley        | Australia   | 1:27.920 |
|           | Raman Piatrushenka e Vadzim Makhneu     | Bielorussia | 1:27.996 |
| 4         | Marek Twardowski e Adam Wysocki         | Polonia     | 1:28.048 |
| 5         | Zoltán Kammerer e Botond Storcz         | Ungheria    | 1:29.096 |
| 6         | Damian Vindel e Francisco Llera         | Spagna      | 1:29.532 |
| 7         | Alvydas Duonėla e Egidijus Balčiūnas    | Lituania    | 1:29.868 |
| 8         | Antonio Rossi e Beniamino Bonomi        | Italia      | 1:30.804 |
| 9         | Anatolij Tiščenko e Vladimir Grushikhin | Russia      | 1:31.048 |